# (17459) Andreashofer
(17459) Andreashofer (1990 TJ8) – planetoida z pasa głównego asteroid okrążająca Słońce w ciągu 3,38 lat w średniej odległości 2,25 j.a. Odkryta 13 października 1990 roku.